# 塔科沃会议
塔科沃会议是塞尔维亚人于1815年4月23日（棕枝主日）在塔科沃举行的会议，在這場會議上，塞尔维亚人決定跟隨米洛斯·歐布雷諾維奇一世的領導发动第二次塞尔维亚起义。